# Ib Andresen Industri
Ib Andresen Industri A/S er en dansk stålbearbejdningsvirksomhed med hovedkvarter og produktion i Langeskov. De tilbyder bl.a. svejsning, pladebearbejdning samt profilvalsning og deres metalvarer sælges ofte som underleverandører til andre virksomheder i metalindustrien. Virksomheden blev grundlagt i 1967 af civilingeniør Ib Andresen. I dag har virksomheden ca. 600 ansatte og omsætter for 1,2 mia. kroner (2024). I 2024 blev den solgt til tyske Wegener GmbH, der er ejet af Frank Wegener.
I alt har de 100.000 m2 produktionsareal og lager.